# Charles de Biencourt
Pour les articles homonymes, voir Charles de Biencourt (1747-1824) et Biencourt.
Charles de Biencourt de Saint-Just, né en 1591 ou 1592 en Champagne, royaume de France et mort en 1623 ou 1624 en Acadie, Nouvelle-France. Il est gouverneur de l'Acadie de 1615 jusqu'à sa mort en 1623.

## Biographie
À l'âge de 19 ans, Charles arrive à Port-Royal (Nouvelle-Écosse actuelle), en Acadie, avec son père  Jean de Poutrincourt (le deuxième gouverneur de l'Acadie). Ce dernier fait lui-même partie des premiers colons à l'Île Sainte-Croix en 1604 et à Port-Royal en 1605 avec Pierre Du Gua de Monts et Samuel de Champlain. En raison d'un manque de financement, Port-Royal avait été abandonné auparavant en 1607 par Poutrincourt et les autres. L'expédition de 1610 inclut aussi Claude de Saint-Étienne de la Tour et son fils Charles de Saint-Étienne de la Tour, âgé de 14 ans, et un prêtre catholique qui a commencé à baptiser les Mi'kmaqs autour de Port-Royal, y compris leur chef Membertou qui était le premier chef autochtone en Nouvelle-France à recevoir le baptême,.
Le 26 janvier 1611, le navire de Biencourt, la Grâce de Dieu, commence la traversée amenant 36 Français, dont les pères Pierre Biard et Énemond Massé. 
En 1613, l'habitation a été attaquée par les colons anglais de la Virginie, dont Samuel Argall. Plusieurs colons français ont été tués. D'autres ont été enlevés. Le fort et les marchandises ont été détruits. Poutrincourt qui était en France pour recueillir des approvisionnements est retourné à Port-Royal le printemps suivant. Il est obligé de retourner en France avec les colons survivants. Charles de Biencourt et Charles de la Tour restent parmi les Micmacs, prenant part au commerce de la fourrure. 
Quand son père meurt en 1615, Charles de Biencourt devient le troisième gouverneur de l'Acadie. Il avait déjà rempli ce rôle à plusieurs reprises quand son père voyageait en France. Biencourt meurt en 1623.